# اندی پیسوا
اندی پیسوا (انگلیسی: Andy Pessoa؛ زادهٔ ۳۰ اکتبر ۱۹۹۵) یک هنرپیشه اهل ایالات متحده آمریکا است. وی از سال ۲۰۰۵ میلادی تاکنون مشغول فعالیت بوده‌است.